# Dust Lane
Dust Lane è un album discografico del compositore francese Yann Tiersen, pubblicato nel 2010 per l'etichetta discografica Mute Records.

## Tracce
Testi e musiche di Yann Tiersen.
1. Amy (Yann Tiersen)
2. Dust Lane (Yann Tiersen)
3. Dark Stuff (Yann Tiersen)
4. Palestine (Yann Tiersen)
5. Chapter Nineteen (Yann Tiersen)
6. Ashes (Yann Tiersen)
7. Till The End (Yann Tiersen)
8. Fuck Me (Yann Tiersen)